# Дом Киселевского (Киев)
Дом Киселевского (укр. Будинок Киселівського) — памятник гражданской архитектуры Киева. Расположен на улице Григория Сковороды, 9.

## История

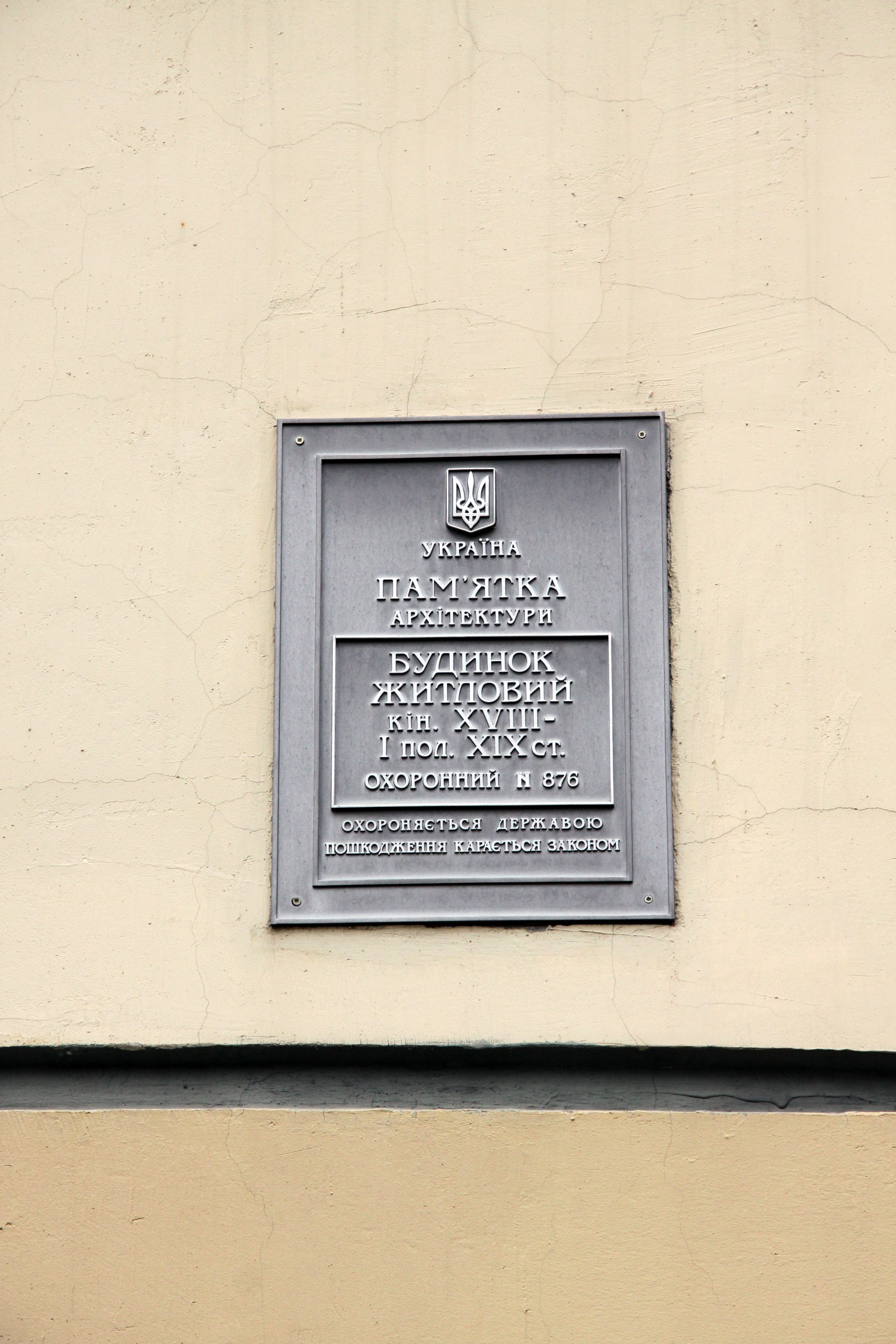

Построен, вероятно, в конце XVII века в стиле украинского барокко.
Одно из немногих зданий (наряду с Контрактовым домом (сгорел второй этаж), домом Петра I, домом Мазепы, домом Рыбальского, домом Назария Сухоты), уцелевших в грандиозном пожаре Подола 9—11 июля 1811 года, когда в огне сгорело свыше 2 тысяч домов, 12 церквей (Покровская и др.), 3 монастыря (Флоровский и др.), за что получило другое название — «останец».
При восстановлении городской застройки был заново отстроен по проекту киевского архитектора А. И. Меленского в формах классицизма.
Принадлежал купцу первой гильдии, Г. И. Киселевскому (1776—1841), войту Киевского магистрата (1826—1834).
Ныне здание занимает Подольская археологическая экспедиция Института археологии НАН Украины. История дома представляется на специальных выставках